# 西遊棋
西遊棋（さいゆうき）は、関西将棋会館所属の若手棋士・女流棋士達によるユニット。

## 概要
元々は2013年6月に、関西の若手棋士たちが将棋の普及活動を目的として始めたイベントの名称だった。あくまでこの時点ではイベント名という扱いだったため、当時は参加棋士たちは「西遊棋実行委員会」を名乗っていた（2015年現在も使用されることがある）。
後に単なるイベント名称としてだけではなく、ニコニコ動画等への出演や棋士個人の活動においても「西遊棋」の名称を使用するようになった。2015年現在ではライトノベルの監修も行うなど、活動範囲を広げている。
またこれに対抗して、関東の若手棋士も『東竜門』というユニットを立ち上げており、双方の合同（あるいは対決）イベントも行われている。
なお会員資格等の詳細は非公開だが、本来正式な女流棋士ではない女流3級もメンバーとなることは可能な模様。また参加は任意のため、関西所属の若手でも千田翔太・藤井聡太・里見香奈など、本ユニットに不参加の者もいる（ただしイベントなどで都度協力することはある）。

## メンバー
※本項では正式な棋士・女流棋士であるものに限る。

### 棋士
- 糸谷哲郎
- 豊島将之
- 稲葉陽
- 斎藤慎太郎
- 菅井竜也
- 澤田真吾
- 大石直嗣
- 船江恒平
- 村田顕弘
- 宮本広志
- 星野良生
- 竹内雄悟
- 牧野光則
- 西川和宏
- 都成竜馬
- 大橋貴洸
- 池永天志
- 出口若武
- 古森悠太
- 黒田尭之
- 石川優太

### 女流棋士
- 室田伊緒
- 長谷川優貴
- 山根ことみ
- 北村桂香
- 中澤沙耶
- 山口絵美菜
- 和田あき
- 川又咲紀
- 藤井奈々
- 武富礼衣
- 水町みゆ
- 脇田菜々子
- 山口仁子梨

### 元メンバー
- 室谷由紀（2014年4月に関東に移籍）
- 香川愛生（2016年4月に関東に移籍）

## テレビ番組
- 月刊西遊棋（将棋プレミアム、2016年1月 - ）

## 監修
- りゅうおうのおしごと!（白鳥士郎著、GA文庫、2015年）[3][4]